# Os (Schweden)
Os – alte und inoffizielle Schreibweise Ohs – ist ein Ort (Småort) in der schwedischen Provinz Jönköpings län und der historischen Provinz (Landskap) Småland. 
Der Ort liegt etwa zwanzig Kilometer östlich vom Hauptort der Gemeinde Värnamo entfernt und ist über die Länsväge F 707 und F 723 zu erreichen. Eine – nur noch touristisch genutzte – Schmalspurbahn, die Ohsabana, verbindet Os mit dem südwestlich gelegenen Bor.
Os liegt an der Südspitze des Sees Rusken. Die Kirche von Os gehört zu Gällaryds församling.

## Geschichte
Der Ort entstand im 17. Jahrhundert um ein Eisenwerk. Später folgten ein Sägewerk und eine Sulfitfabrik. Das Zellstoffwerk sicherte bis 1967 den Bestand der Schmalspurbahn. 1978 stellte das Zellstoffwerk als letzter Industriebetrieb die Produktion ein, so dass die Einwohnerzahl von ehemals 260 (1950) auf 58 (2015) schrumpfte.

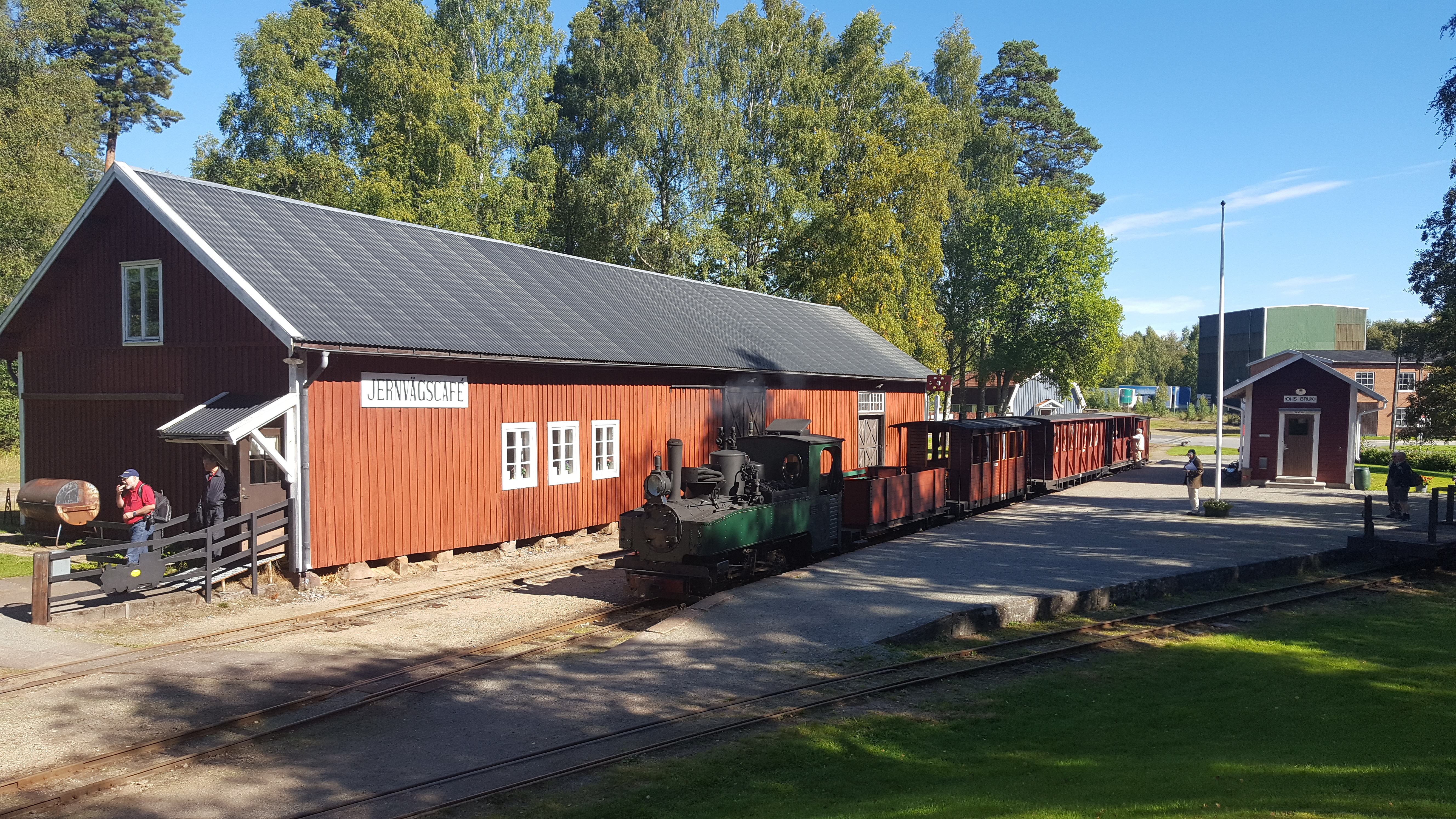
Bahnhof Ohs bruk